# Energirude
En energirude er en moderne termorude og vinduesglas, der har en konstruktion, der er energibesparende i forhold tidligere.

## Beskrivelse
Energiruder består af flere lag glas, hvor det yderste lag er det særlige energiglas, der er langt bedre til at holde på varmen sammenlignet med traditionelt glas. Energiruder kendetegnes desuden ved, at mellemrummet mellem de to glas er fyldt med argon eller en anden ufarlig gasart. Gassen har en større massefylde end almindelig luft, hvilket nedsætter luftcirkulationen i hulrummet. Resultatet er, at rumvarmen overføres langsommere fra det inderste varme glas til det yderste og koldere glas. Energiruder er alle A-mærkede.

## Eksterne referencer
- Politiken om vinduestyper og vildledning af boligejere Arkiveret 17. februar 2013 hos  Wayback Machine
- Center for Bygningsbevaring Arkiveret 23. november 2009 hos  Wayback Machine om A-mærkning og vinduestyper]